# Клод Николие
Клод Николиѐ (на френски: Claude Nicollier) е швейцарски физик, летец, космонавт на ЕКА. Единственият швейцарец, летял в космоса и извършил 4 космически полета.

## Биография
Роден е на 2 септември 1944 г. във Вьове, кантон Во, Швейцария. Завършва през 1962 г. средно училище в Лозана и постъпва в университета в Лозана и през 1970 г. получава степен бакалавър по физика. В продължение на 3 години след това работи като научен сътрудник в университетския Институт по астрономия и в Женевската обсерватория. През 1975 г. получава степен магистър по астрофизика в Женевския университет.

## Работа преди космонавтиката
Едновременно с това през 1966 г. Николие става летец във ВВС на Швейцария, където служи до звание капитан и налетява 5600 часа, в това число 4000 часа на реактивни самолети. Пилотира изтребители-бомбардировачи Northrop F-5E и Hawker Hunter. През 1988 г. преминава курс на обучение в Кралската школа за летци-изпитатели във военния център „Boscombe Down“ на Великобритания.
Успоредно с научната си дейност Клод Николие постъпва в Швейцарската школа за транспортна авиация в Цюрих и през 1974 г. става граждански авиопилот на пътнически самолет DC-9 в авиокомпанията Swissair.
От края на 1976 г. започва да работи по договор в научно-космическия отдел на ЕКА в Нордвайк (Нидерландия). Като научен сътрудник се занимава с програми в областта на инфрачервената астрономия. През май 1977 г. взема участие в 9 полета на самолета Convair 990 за изпитване на оборудване за лабораторията „Спейслаб“.

## Космическа подготовка
На 18 май 1978 г. Клод Николие е избран от ЕКА в първата група европейски астронавти като кандидат за участие в полета на лабораторията „Спейслаб-1“. През юли 1978 г. заминава за САЩ за преминаване на общокосмическа подготовка.
В съответствие с договора между ЕКА и НАСА през 1980 г. е включен в групата американски астронавти НАСА-9 за подготовка като специалист по полета. Завършва я през август 1981 г. и става професионален астронавт.
През дългата 14-годишна подготовка за първия си космически полет Николие получава разни технически назначения в отдела за астронавти на НАСА: тестване на програмно осигуряване в лабораторията за комплексна бордова радиоелектронна апаратура на совалките (Shuttle Avionics Integration Laboratory, SAIL), участие в разработката на устройства за връщане на привързан спътник (Tethered Satellite System, TSS), системи на дистанционния манипулатор (Remote Manipulator System, RMS), робототехническо оборудване за МКС. От пролетта на 1996 г. до края на 1998 г. Николие оглавява отделение по робототехника в астронавтския отдел.

## Космически полети
Клод Николие е ветеран в космонавтиката. Той служи в отряда на астронавтите почти 30 години, извършва 4 полета в космоса, което само по себе е уникално постижение за космонавт, който не е гражданин на САЩ или Русия. Освен това всеки път Николие стартира в космоса на различна совалка.
Първото си назначение в екипаж Николие получава още през май 1984 г. Мисията STS-51H е трябвало да се изпълни през юни 1985 г., но вследствие преразглеждане на програмата в началото на 1985 г. НАСА отменя тази мисия.
През септември същата година Николие е включен в екипажа на совалката „Атлантис“, мисия STS-61K. Но и тази мисия, насрочена за септември 1986 г., не се състои заради катастрофата на „Чалънджър“ и последвалото след това прекъсване на графика за космическите стартове.

### 1. „Атлантис“, мисияSTS-46
Първият полет на 47-годишния специалист по полета Клод Николие се провежда след 14 години присъствие в отряда на астронавтите, е на борда на совалката „Атлантис“ (STS-46) от 31 юли до 8 август 1992 г. Продължителността на полета е 7 денонощия 23 часа 15 минути 3 секунди.
Основните задачи на екипажа от 5 души са извеждане на орбита на спътника „EURECA“ (European Retrievable Carrier) и изпитания на американо-италианската система на привързания спътник TSS-1 (Tethered Satellite System). Последната задача е изпълнена частично: заради това, че въжето спира да се развива, спътникът се отдалечава от кораба само на 260 m вместо планираните 20 km.

### 2. „Индевър“, мисияSTS-61
Вторият полет, на совалката „Индевър“, се осъществява 16 месеца след първия му старт и протича от 2 до 13 декември 1993 г. Продължителността на полета е 10 денонощия 19 часа 58 минути 37 секунди.
Главната задача на тази мисия е ремонт на орбиталния космически телескоп „Хабъл“, за което членовете на екипажа извършват 5 излизания в открития космос.

### 3. „Колумбия“, мисияSTS-75
Третият полет в космоса на Клод Николие протича от 22 февруари до 9 март 1996 г. Продължителността на полета е 15 денонощия 17 часа 40 минути 22 секунди.
В хода на тази мисия американо-швейцарско-италианския екипаж на „Колумбия“ повтаря неуспелия 4 години по-рано експеримент с привързания спътник „TSS-1R“. Този път въжето на спътника се развива до повече от 19 km, докато се скъсва и спътникът е оставен в орбита. Сред другите задачи на полета са експеритментите по програмата за микрогравитация „USMP-3“ (United States Microgravity Payload) и пр.

### 4. „Дискавъри“, мисияSTS-103
Четвъртият полет на швейцарския астронавт се състои от 20 до 28 декември 1999 г. на борда на „Дискавъри“. Продължителността на полета е 7 денонощия 23 часа 11 минути 34 секунди.
Основната цел на мисията е ремонт и модернизиране на телескопа „Хабъл“. На 23—24 декември 1999 г. Клод Николие заедно с Майкъл Фоул извършва излизане в открития космос, правят разходка сред най-дългите в историята на космическите изследвания (трета до това време – 8 часа и 10 минути). По време на космическата разходка астронавтите подменят бордовия компютър на телескопа и датчика за точното му позициониране.
Николие става първият европейски астронавт, извършил излизане в открития космос в полет по програмата „Спейс шатъл“.
Общата продължителността на 4-те полета на Клод Николие е 42 денонощия 12 часа 5 минути 36 секунди.

## Дейност след полетите
През 2000 г. Николие е назначен в отдела за работа в открития космос, като запазва длъжността водещ астронавт на ЕКА в Хюстън. През септември 2004 г. навършва 60-годишна възраст, пределна за европейските астронавти, но договорът с него е продължен с още 2 години. През март 2007 г. Клод Николие напуска ЕКА.
През 2004 г. започва да преподава във Федералното политехническо училище в Лозана, а от 2007 г. там става професор.
Член е на Швейцарското астрономическо дружество, Тихоокеанското астрономическо дружество, Дружеството на офицерите от Швейцарските ВВС, Швейцарската инженерно-архитектурна академия, дружеството „Швейцарски астрономически ден“, Британското междупланетно дружество.

## Награди
- Медал „За космически полет“ (НАСА) – (1992, 1993, 1996, 1999)
- Почетна премия на швейцарския фонд Pro-Aero (1992)
- Златен медал „Юрий Гагарин“ на Международната авиационна федерация (1994)
- Сребърен медал на френската Национална академия за авиация и космонавтика (1994)
- Награда Колие (Collier Trophy) на американската Национална аеронавтическа федерация (присъдена на целия екипаж на STS-61) (1994)
- Премия на Лозанския университет (1994)
- Почетна докторска степен на Федералното политехническо училище в Лозана и Женевския университет (от 1994 г.), Базелския университет (2000)
- Медал „Алберт Айнщайн“ на бернското общество „А. Айнщайн“ (1998)
- Медал на НАСА „За отлична служба“ (2001)
- Швейцарска астрономическа премия (2007)

## Семейство
Клод Николие е вдовец, съпругата му Сусана Перес от мексиканския град Монтерей е починала през декември 2007 г. Има 2 дъщери – Мая (1974) и Марина (1978). Обича да пилотира, ски спорта, алпинизма, фотографията.